# Эсмет Довлатшахи
Эсмет Довлатшахи (1904 — 24 июля 1995) — последняя (четвёртая) жена Резы-шаха.

## Биография
Родилась в 1904 году, в семье Голама Али Мирзы и его жены Мобтахеджи-од-Доуле. По происхождению была представительницей династии каджаров. Кроме неё, в семье было ещё 2 сына и дочь.
В 1923 году вышла замуж за военного министра Резу-шаха, который в 1925 году стал шахиншахом Ирана. С 1925 по 1941 годы была королевой-консортом Ирана. В 1941 году сопровождала мужа в ссылку. После смерти Резы Пехлеви в 1944 году вышла замуж за дипломата (и будущего министра иностранных дел Ирана) Мохсена Раиса.
После Исламской революции оставалась в Иране. Умерла 24 июля 1995 в Тегеране.

## Дети
В браке с Резой Пехлеви родилось 5 детей (4 сына и 1 дочь):
- Абдул Реза Пехлеви (19 августа 1924 — 11 мая 2004)
- Ахмед Реза Пехлеви (1925—1981)
- Махмуд Реза Пехлеви (1926—2001)
- Фатимах Пехлеви (30 октября 1928 — 2 июня 1987)
- Хамид Реза Пехлеви (4 июля 1932 — 12 июля 1992)